# Robert Francis Withers Allston
Robert Francis Withers Allston, född 21 april 1801 i Georgetown District (nuvarande Georgetown County) i South Carolina, död 7 april 1864 i Georgetown i South Carolina, var en amerikansk politiker (demokrat). Han var South Carolinas guvernör 1856–1858.
Allston utexaminerades 1821 från United States Military Academy. År 1822 tog han avsked från USA:s militär och var därefter verksam som plantageägare. Något tidigare hade han ärvt plantagen Chicora Wood efter faderns död.
Allston efterträdde 1856 James Hopkins Adams som South Carolinas guvernör och efterträddes 1858 av William Henry Gist. Allston avled 1864 och gravsattes i Georgetown i South Carolina.